# Textos de seda de Mawangdui

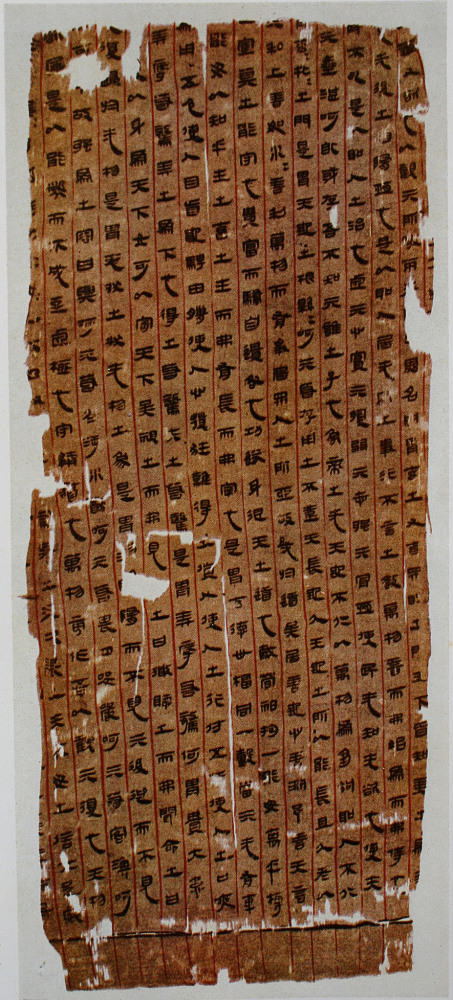
Extracte d'un manuscrit de seda de Mawangdui (segle II ae)

Els textos de seda de Mawangdui (xinès simplificat: 马王堆帛书, xinès tradicional: 馬王堆帛書, Mawangdui Boshu) són obres filosòfiques i mèdiques xineses escrites sobre seda i descobertes al jaciment de Mawangdui de Changsha, a Hunan, al 1973. Contenen alguns dels manuscrits més antics de textos existents (com ara el Yijing), dues còpies del Daodejing, una còpia del Zhan Guo Ce, obres de Gan De i Shi Shen i textos mèdics abans desconeguts, com ara Wushi'er Bingfang ('Prescripcions per a cinquanta-dues malalties'). Els estudiosos els han classificat en 28 tipus diferents. Les seues aproximadament 120.000 paraules tracten sobre estratègia militar, matemàtiques, cartografia i les sis arts clàssiques: ritual, música, tir amb arc, equitació, escriptura i aritmètica.

## Descripció
Els textos estaven soterrats a la tomba de Mawangdui, núm. 3 (segellada l'any 168 abans de la nostra era), i van romandre ocults fins a la fi del segle xx. Alguns eren coneguts anteriorment només pel títol, i d'altres són comentaris desconeguts sobre el Yijing. En general, segueixen el mateix ordre que les versions descobertes abans, que es transmetien copiant i recopiant textos recollits des del segle V. Tanmateix, en alguns aspectes importants difereixen dels textos coneguts abans.
Els caràcters xinesos dels textos de seda solen ser fragments dels caràcters emprats en versions tradicionals posteriors. Molts se'n formen combinant dos caràcters més senzills: un indica una categoria general de significat, l'altre serveix per a guiar la pronúncia. Mentre que els textos tradicionals tenen els dos components, els de seda sovint només donen la meitat fonètica del caràcter. Algunes hipòtesis expliquen aquest fenomen:
- L'escriba, per mandra, no ha escrit la forma completa de molts caràcters.
- L'escriba potser estava prenent el dictat tan ràpid com podia escriure. Assenyalà la part de cada caràcter que n'indica la pronúncia, amb la intenció de copiar després el text amb els elements de significat adequats per als caràcters abreujats.
- En català, per exemple, la paraula “costa» pot designar per exemple un pendent, o una vora del mar. És possible que hi haja termes semblants amb diferents significats en els textos de seda.
- Pot ser una forma d'argot; escriptures semblants de caràcters parcials es troben en partitures musicals xineses antigues (pipa, guqin i guzheng). Els caràcters parcials i els seus derivats són elements bàsics dels sistemes d'escriptura d'algunes llengües històriques (comara el kitan i el tangut) i modernes, com el japonés.

A més a més dels caràcters parcials esmentats abans, els caràcters de dues parts a vegades utilitzen signes diferents dels de les versions posteriors.

## Daodejing
La majoria de les versions descobertes del Daodejing coincideixen prou. A vegades, dues versions tindran un homònim, i un tercer text amb un caràcter sinònim d'un dels dos primers caràcters pot ser-hi útil.
Hi ha dos textos de Mawangdui de Laozi, és a dir, A (甲; escrit en estil de segell petit) i B (乙; escrit en escriptura clerical posterior). Els textos A i B es copiaren en moments diferents, i A n'és el més antic, tot i que tots dos poden derivar del mateix text pare. Tots dos textos de Mawangdui situen la secció de (capítols 38-81) abans de la secció dao (capítols 1-37), mentre que el text descobert abans situa la secció dao en primer lloc.
D. C. Lau i Robert G. Henricks feren noves traduccions del Daodejing a partir del text de seda, ignorant en gran part els textos descoberts abans, tot i que la traducció de Henriks compara versions anteriors amb el text descobert a la tomba. L'any 1990, el sinòleg Victor Mair traduí la versió de Mawangdui i la considerà la més antiga coneguda (500 anys), més autèntica que els textos més traduïts. Els dos llibres de seda formen part de la col·lecció de relíquies culturals de la Tomba de Mawangdui al Museu de Hunan.

## Galeria

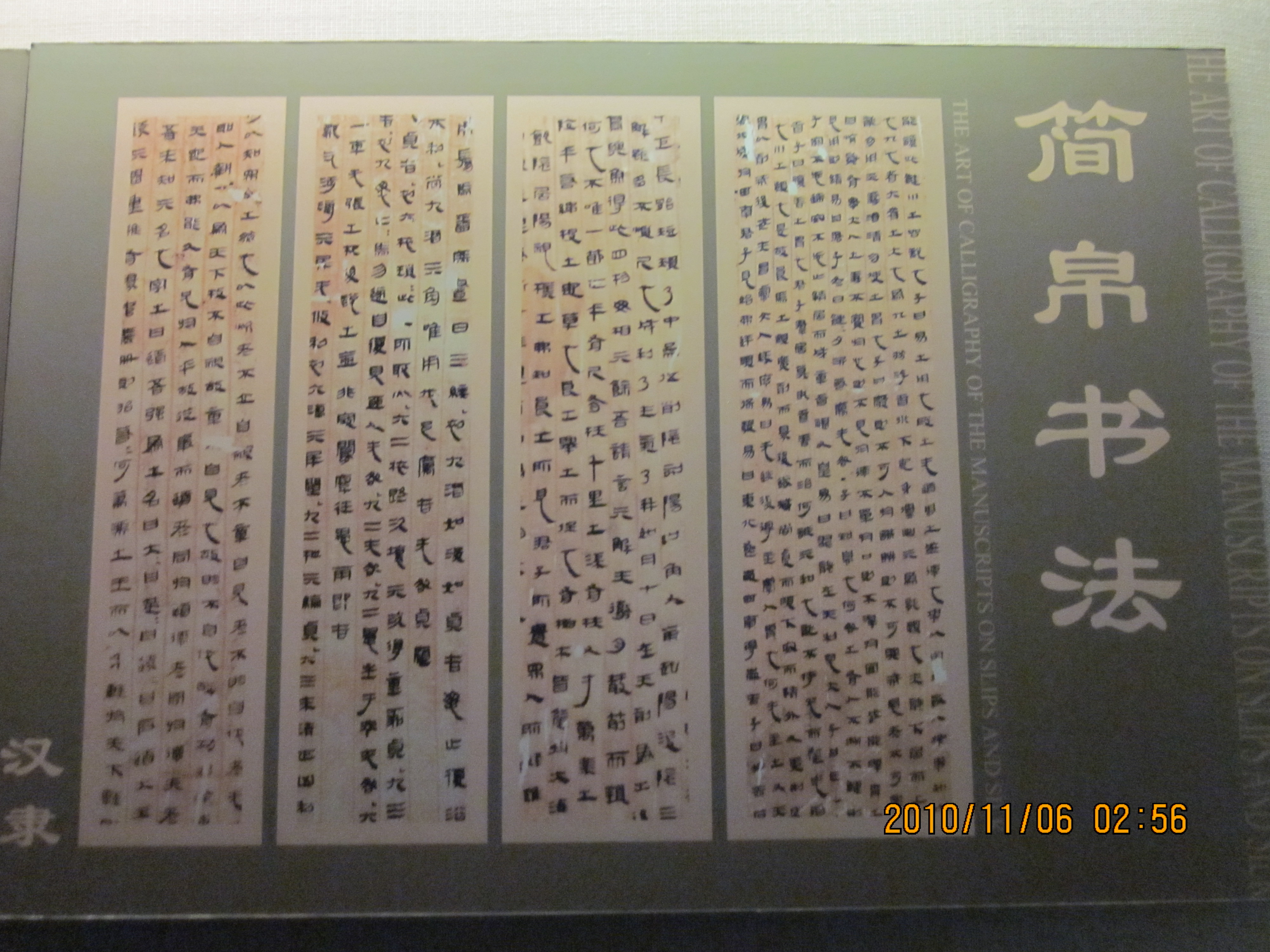
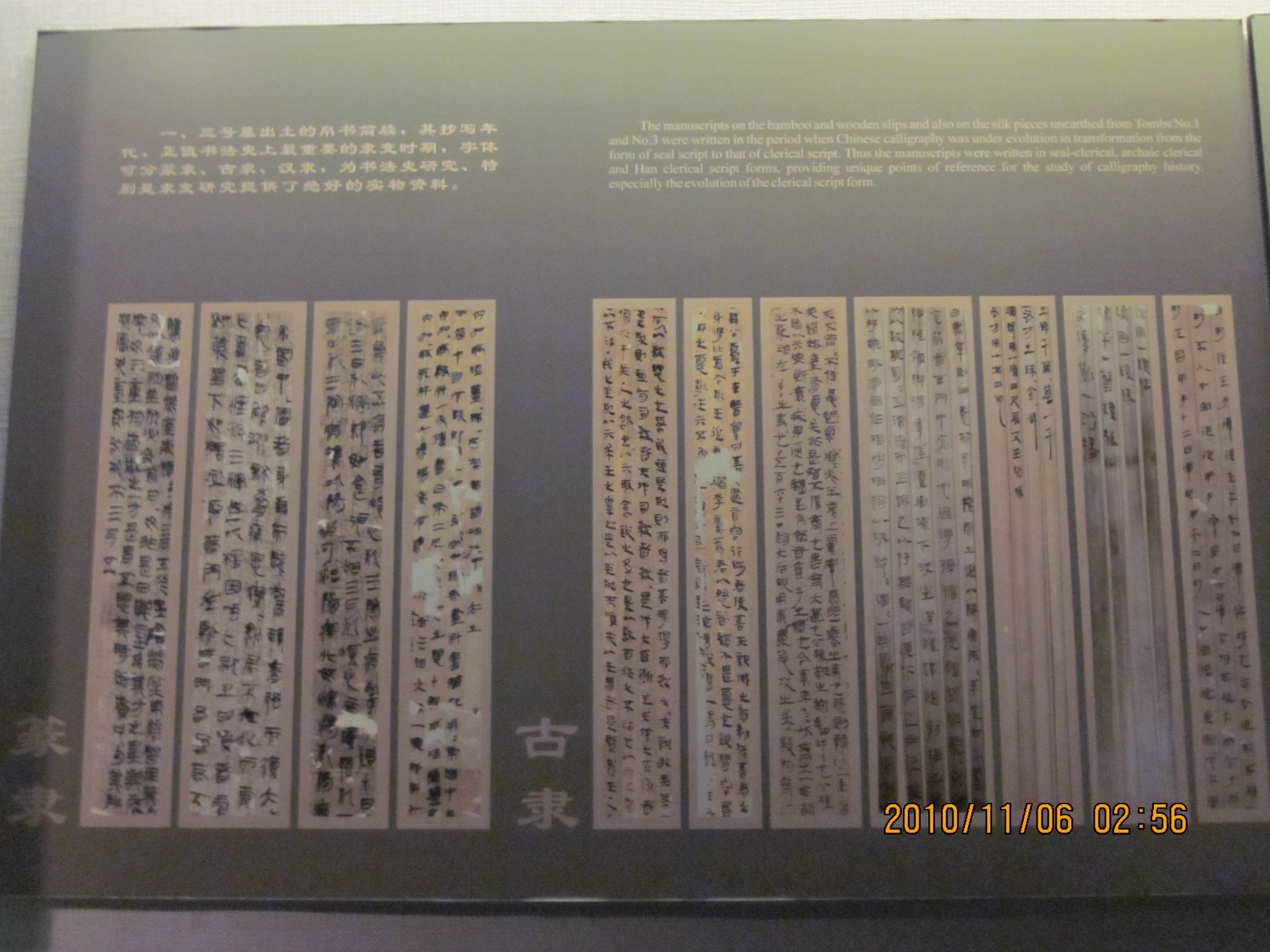